# North Country Maid
North Country Maid — четвёртый студийный альбом Марианны Фейтфулл. Был выпущен только в Великобритании. За аранжировки отвечали Джон Марк и Мик Тейлор. Звукорежиссёром выступил Гас Даджен, а за фотографию отвечал Джеред Манковиц. Гитаристами выступили Джон Марк и Биг Джим Салливан.
Половина песен была выпущена несколькими месяцами ранее в США на альбоме Go Away from My World.

## Список композиций
1. «Green Are Your Eyes» (Берт Дженш)
2. «Scarborough Fair» (Традиционная; аранжировано Джоном Марком)
3. «Cockleshells» (аранжировано Миком Тейлором)
4. «The Last Thing on My Mind[англ.]» (Том Пакстон)
5. «The First Time Ever I Saw Your Face» (Юэн Макколл)
6. «Sally Free and Easy» (Сирил Тоуни[англ.]; аранжировано Джоном Марком)
7. «Sunny Goodge Street[англ.]» (Донован)
8. «How Should I Your True Love Know» (Традиционная; аранжировано Джоном Марком)
9. «She Moved Thru' The Fair[англ.]» (Традиционная; адаптация Герберта Хьюза[англ.], слова падрейка Колума[англ.])
10. «North Country Maid» (Традиционная; аранжировано Джоном Марком)
11. «Lullaby» (Джон Марк[англ.])
12. «Wild Mountain Thyme[англ.]» (Фрэнсис Макпик; аранжировано Джоном Марком)

Бонус-треки на CD-переиздании:
1. «The Most of What Is Least»
2. «Come My Way» (Традиционная) (альтернативная версия оригинала на Come My Way)
3. «Mary Ann» (Рэй Чарльз) (альтернативная версия оригинала на Come My Way)